# Aenictus fuscipennis
Aenictus fuscipennis é uma espécie de formiga do gênero Aenictus.